# Neunburg vorm Wald

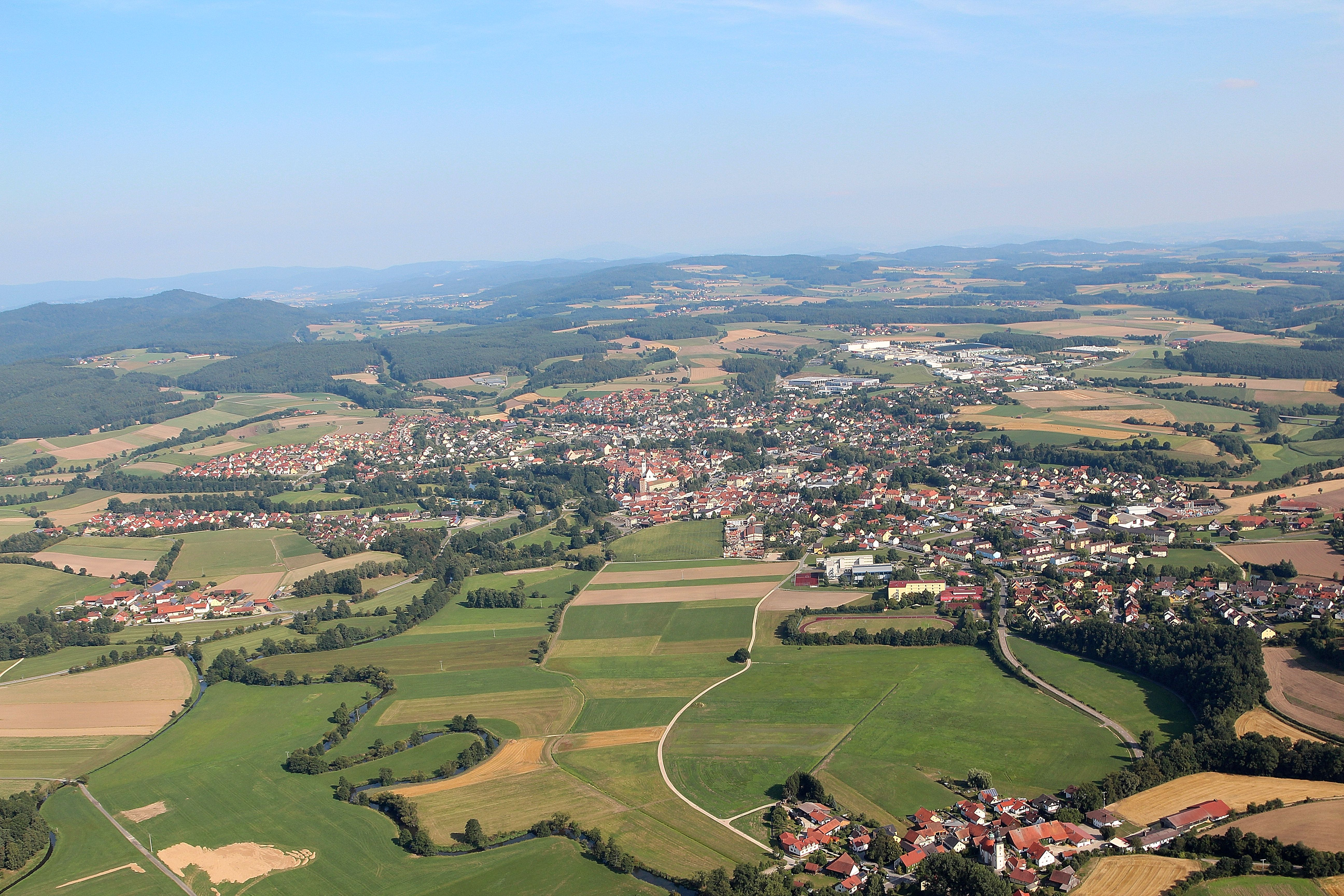
Region Neunburg vorm Wald (2013)

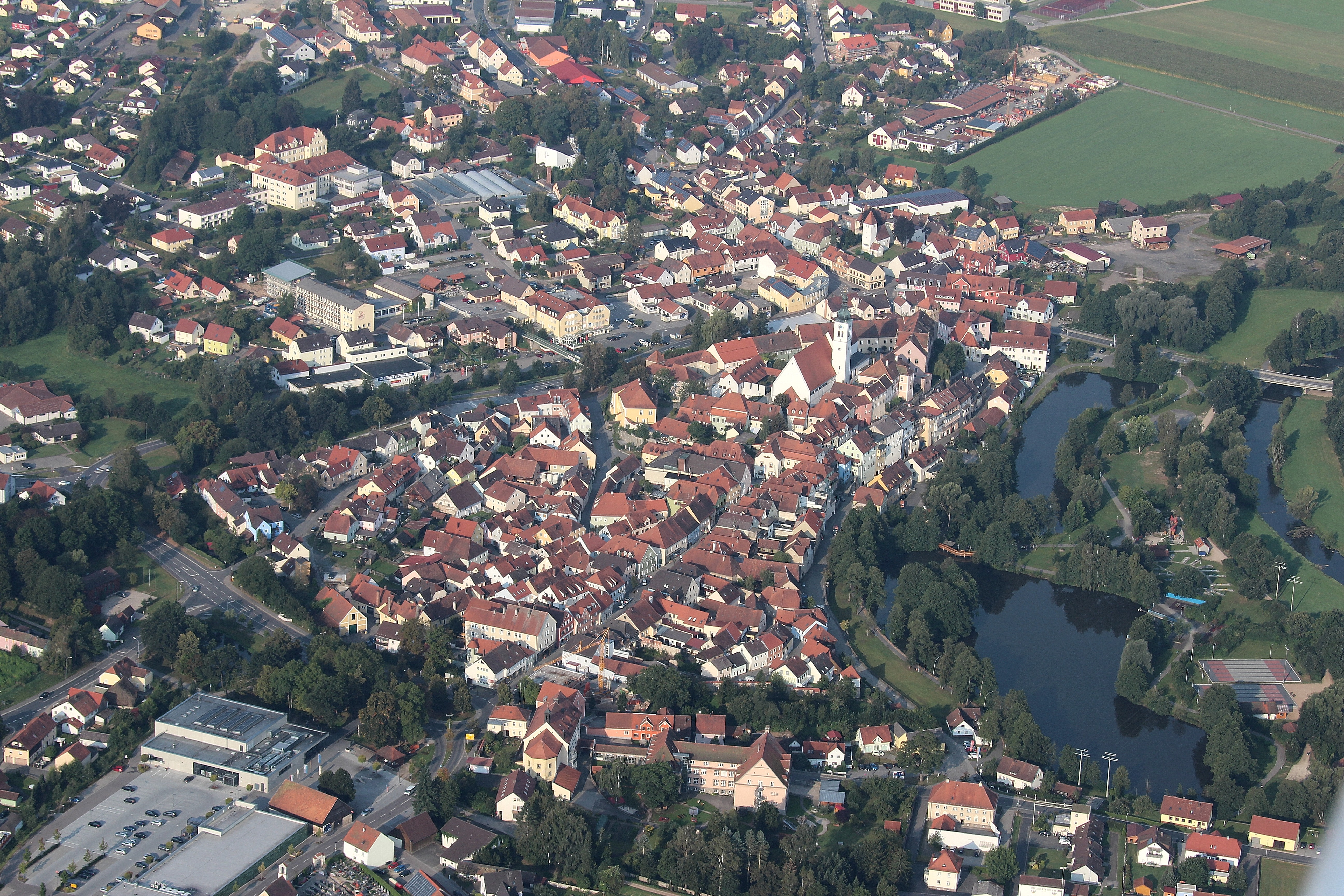
Neunburg vorm Wald (2016)

Neunburg vorm Wald (ⓘ) ist eine Stadt im Landkreis Schwandorf im bayerischen Regierungsbezirk Oberpfalz. Die Stadt an der Schwarzach mit mehr als 8000 Einwohnern ist ein Wirtschaftsstandort und Mittelzentrum sowie Sitz der Verwaltungsgemeinschaft Neunburg vorm Wald.
Die im Naturpark Oberpfälzer Wald und in der Nähe des Eixendorfer Sees gelegene Stadt feierte 2017 ihr tausendjähriges Stadtjubiläum. Bekannt ist sie für die denkmalgeschützte historische Altstadt mit dem Alten Schloss und für das jährlich stattfindende Freilicht-Festspiel „Vom Hussenkrieg“.

## Geographie
Neunburg vorm Wald liegt auf einer Höhe von 398 m ü. NHN auf einem Felsplateau im Schwarzachtal im Gebiet des Oberpfälzer Waldes.

### Nachbargemeinden
Die Nachbargemeinden (im Uhrzeigersinn) sind: Altendorf, Schwarzhofen, Dieterskirchen, Thanstein, Rötz, Neukirchen-Balbini, Bodenwöhr, Wackersdorf, Schwarzenfeld und Schwarzach bei Nabburg.
| Schwarzach bei Nabburg 14 km | Alten- Schwarz- Dieters- dorf hofen kirchen 10 km 5 km 8 km | Thanstein 7 km          |
| Schwarzenfeld 19 km          | Kompassrose, die auf Nachbargemeinden zeigt                 | Rötz 11 km              |
| Wackersdorf 15 km            | Bodenwöhr 10 km                                             | Neukirchen-Balbini 7 km |

### Stadtgliederung
Es gibt 74 Gemeindeteile (in Klammern ist der Siedlungstyp angegeben):
- Baumhof (Dorf)
- Bernmühle (Einöde)
- Büchlhof (Einöde)
- Diendorf (Dorf)
- Dorfmühle (Wüstung)
- Ebersdorf (Weiler)
- Eichental (Weiler)
- Eixendorf (Weiler)
- Frankenthal (Einöde)
- Fuchsenhof (Weiler)
- Fuhrn (Pfarrdorf)
- Fürstenhof (Einöde)
- Gonnersdorf (Einöde)
- Grundmühle (Einöde)
- Gütenland (Dorf)
- Hammerberg (Weiler)
- Hammerhof (Weiler)
- Hartlshof (Weiler)
- Haslarn (Dorf)
- Heimerlmühle (Einöde)
- Hofenstetten (Kirchdorf)
- Katzdorf (Kirchdorf)
- Kemnath b.Fuhrn (Pfarrdorf)
- Kemnathermühle (Einöde)
- Kleinwinklarn (Kirchdorf)
- Kohlhof (Einöde)
- Könneröd (Einöde)
- Krandorf (Dorf)
- Kröblitz (Dorf)
- Leinmühle (Einöde)
- Lengfeld (Dorf)
- Luigendorf (Dorf)
- Meißenberg (Dorf)
- Mitteraschau (Kirchdorf)
- Mitterauerbach (Kirchdorf)
- Mittermurnthal (Einöde)
- Nefling (Weiler)
- Neuhäusl (Einöde)
- Neumurnthal (Weiler)
- Neunburg vorm Wald (Hauptort)
- Oberaschau (Weiler)
- Oberauerbach (Weiler)
- Oberlangenried (Weiler)
- Obermurnthal (Weiler)
- Oedengrub (Einöde)
- Penting (Pfarrdorf)
- Pettendorf (Dorf)
- Pissau (Dorf)
- Poggersdorf (Weiler)
- Rammühle (Einöde)
- Reis (Weiler)
- St. Leonhard (Einöde mit Kirche)
- Seebarn (Pfarrdorf)
- Stetten (Dorf)
- Stettnermühle (Einöde)
- Stockarn (Dorf)
- Thann (Dorf)
- Thannmühle (Einöde)
- Traunhof (Einöde)
- Traunhofermühle (Einöde)
- Unteraschau (Dorf)
- Unterlangenried (Einöde)
- Untermurnthal (Weiler)
- Unterwarberg (Einöde)
- Warberg (Weiler)
- Warnthal (Weiler)
- Wenigrötz (Weiler)
- Wilbersdorf (Weiler)
- Wohnseß (Einöde)
- Wundsheim (Dorf)
- Wutzelskühn (Dorf)
- Zanglhof (Einöde)
- Zeitlarn (Dorf)
- Ziegelhütte (Einöde)

## Geschichte

### Bis zum 18. Jahrhundert
Das Schwarzachtal wurde bereits in der Frühgeschichte besiedelt. Die älteste belegte Siedlung befindet sich im Gebiet des heutigen Quartiers Am Aign in der Nähe des Ufers der Schwarzach. Ein Beleg aus der Zeit der Karolinger weist den Ansitz einer Grundherrschaft im Nordgau (Bayern) nach. Der Ort bestand damals aus einer hölzernen Befestigungsanlage und einer Jakobskirche mit Friedhof. Um 900 entstand die Neue Burg mit Burggraben, die Neunburg vorm Wald den Namen gab. Der Ort wurde am 28. April 1017 als Níwnbúrg in einer in Ingelheim ausgestellten Schenkungsurkunde von Kaiser Heinrich II. an das Bistum Bamberg erstmals schriftlich erwähnt. Damals kamen mit Neunburg vorm Wald eine Reihe weiterer Orte im Nordgau an das am 1. Januar 1007 aus Teilen von Würzburg und Bamberg geschaffene Bistum.
Im 12. Jahrhundert traten erstmals die Namen der Adelsgeschlechter der Neunburger, Ortenburger und Truhendinger in Neunburg vorm Wald als Lehensträger auf. 1261 kauften die Wittelsbacher die Grundherrschaft von Neunburg und Warberg. Ab 1289 hatte der Ort das Marktrecht, ab 1300 das Stadtrecht. Der Aufschwung war der Lage an einer Handels- und Heerstraße nach Böhmen zu verdanken.
Unter Ruprecht II. wurde Neunburg vorm Wald 1354 eine Residenzstadt der pfälzischen Wittelsbacher. Die Burg wurde umgebaut und die Stadt erhielt das Braurecht. Ruprecht III. stiftete 1398 das erste Hospital. Sein Sohn Pfalzgraf Johann in Neunburg vorm Wald, Begründer der Nebenlinie der pfälzischen Wittelsbacher, verhalf der Stadt zu einer Blütezeit. Er starb 1443 im Kloster Kastl und wurde in Neunburg vorm Wald bestattet. Nach seinem Tod begann der wirtschaftliche Niedergang der Stadt.

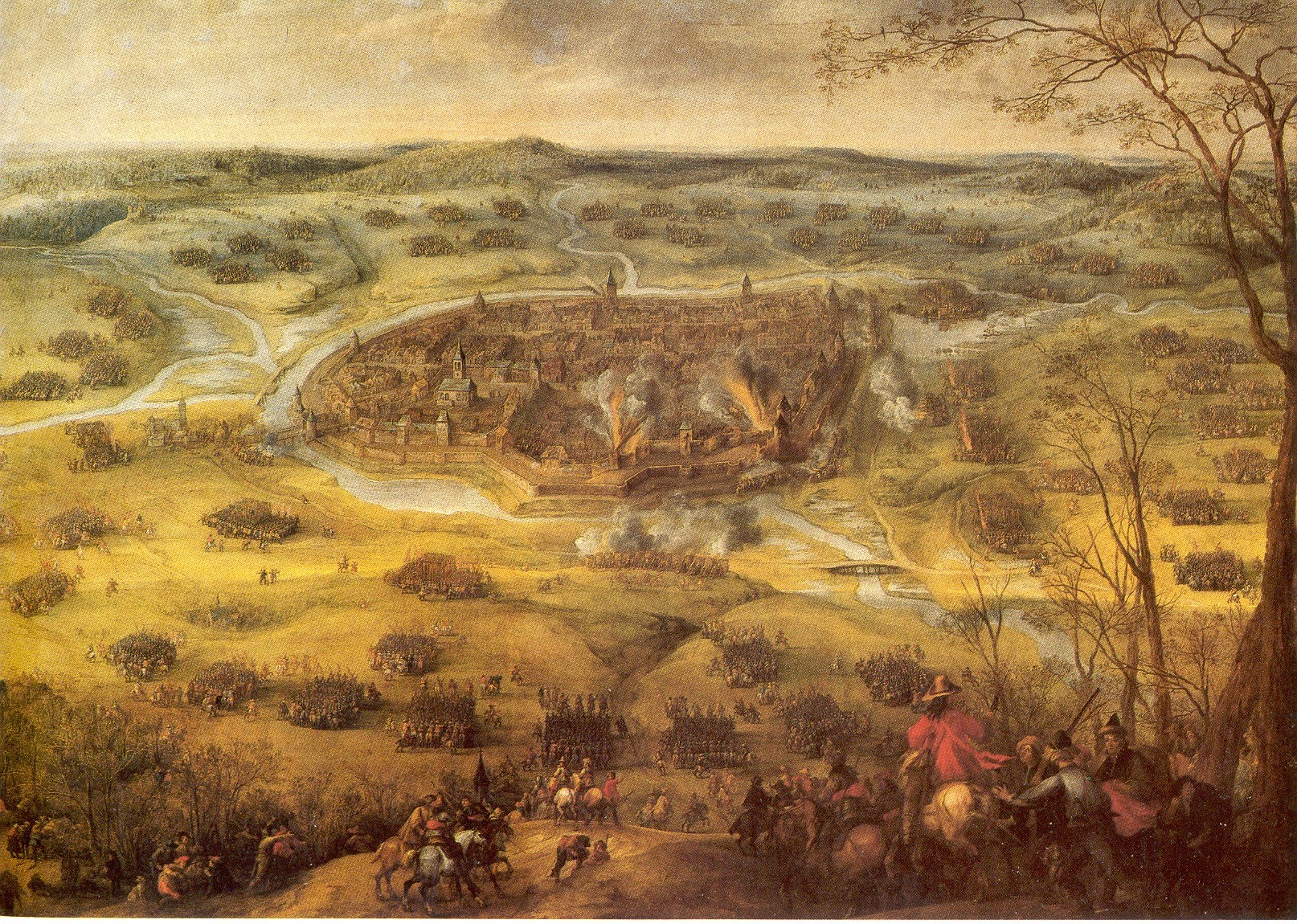
Die Einnahme der Stadt Neunburg am Walde (18. bis 21. März 1641) Gemälde von Pieter Snayers

Während der Reformation wurde Neunburg vorm Wald drei Generationen lang evangelisch-lutherisch. Im Dreißigjährigen Krieg während der Rekatholisierung in Bayern wurde die Stadt 1634 von evangelischen Truppenverbänden der Schweden besetzt und 1641 von der Kaiserlichen Armee belagert. In den folgenden Jahren ging die Bevölkerung in der vom Krieg teilweise zerstörten Stadt stark zurück.
1705 wurde die Oberpfalz im Spanischen Erbfolgekrieg von Truppen der Habsburgermonarchie besetzt.
Ende des Jahres organisierte Pfarrer Florian von Miller   einen Aufstand gegen die Zwangsrekrutierungen von Söldnern im Schwarzachtal; der Aufstand blieb erfolglos.
Das Kloster Neunburg vorm Wald wurde 1722 gegründet und 1803 säkularisiert.
Panduren unter Franz von der Trenck belagerten Neunburg vorm Wald 1742, während des Österreichischen Erbfolgekrieges (1740–1748).

### 19. bis 21. Jahrhundert
Im Revolutionsjahr 1848/49 endete mit der Bauernbefreiung die Erbuntertänigkeit. Nach Bränden in den Jahren 1746, 1800 und 1876 veränderte sich das Stadtbild stark. Mehrere historische Bauten wurden verkauft oder abgerissen. Während der Industrialisierung entstanden im Umland Glasschleifereien.
Am 3. August 1896 eröffneten die Bayerischen Staats-Eisenbahnen die elf Kilometer lange normalspurige Bahnstrecke von Bodenwöhr nach Neunburg vorm Wald, ein Abzweig von der Bahnstrecke Schwandorf–Furth im Wald.
Das Bezirksamt Oberviechtach wurde 1900 von Neunburg vorm Wald abgetrennt.
1903 entstanden die Elektrizitätswerke und die Stadt- und Gemeindewerke; 1906 wurde eine evangelische Kirche gebaut und am 7. August 1915 wurde die 10,8 km lange Bahnstrecke nach Rötz eröffnet.
Zum Ende des Zweiten Weltkrieges im April 1945 begannen die Todesmärsche von KZ-Häftlingen aus dem KZ Flossenbürg in das KZ Dachau. Am 21. April 1945 erreichte einer dieser Todesmärsche Neunburg vorm Wald. Während der Rast der KZ-Häftlinge brachten Menschen aus der Bevölkerung ihnen Kartoffeln und Wasser. Während des Marsches begingen SS-Soldaten ein Massaker: sie erschossen oder erschlugen 160 der auf den Todesmarsch gezwungenen ausgemergelten KZ-Häftlinge und verscharrten ihre Leichen in einem Waldstück am Plattenberg. Am 23. April erreichten US-Truppen das KZ Flossenbürg, erfuhren von dem Massaker und befahlen den Neunburger NSDAP-Mitgliedern, Särge zu zimmern und die Leichen auszugraben. Andere Bürger mussten die Särge zum katholischen Friedhof tragen. Am 29. April mussten alle Bürger dort an den offenen Särgen mit den Toten vorbeigehen.
Später wurden 249 der Todesopfer auf den KZ-Friedhof Flossenbürg umgebettet. Die später bei umliegenden Orten gefundenen unbekannten 615 Todesmarschopfer wurden in den 1946/47 errichteten KZ-Friedhof Neunburg vorm Wald am Plattenberg umgebettet.
Nach dem Zweiten Weltkrieg nahm die Bevölkerungszahl durch den Zuzug von Heimatvertriebenen und Flüchtlingen zu. Neue Wohnsiedlungen und Industriegebiete entstanden.
Die Kreisstadt wurde 1963 Garnison der Bundeswehr (s. u.). Die Straße nach Bodenwöhr und entlang des dortigen Standortübungsplatzes wurde bis zur B 85 als  Panzerstraße neu gebaut. Die Pfalzgraf-Johann-Kaserne wurde nach Auflösung des Panzerartilleriebataillons 115 in 2007 geschlossen.

### Wiederaufarbeitungsanlage Wackersdorf
Im Sommer 1988 war Neunburg vorm Wald Schauplatz des Erörterungstermins für die atomare Wiederaufarbeitungsanlage Wackersdorf (WAA). Gegen den Bau der WAA gab es fast 900.000 Einwendungen, die Hälfte davon aus Österreich. In der zu kleinen Stadthalle brachten neben vielen Bürgern auch bekannte Persönlichkeiten wie Robert Jungk, Carl Friedrich von Weizsäcker, Armin Weiß, Marilies Flemming, Josef Oberkirchner, Hubert Weinzierl, Dietmar Zierer usw. ihre Bedenken gegen die WAA vor. Die 23-tägige Veranstaltung war von heftigen Protesten und einem großen Medienaufgebot begleitet.

### Eingemeindungen
Im Zuge der Gebietsreform in Bayern wurden am 1. Januar 1972 die Gemeinden Fuhrn, Kröblitz und Seebarn (mit dem im Jahr 1945 oder 1946 eingemeindeten Ort Thann) eingegliedert. Am 1. Juli 1972 kamen Mitteraschau mit dem im Jahr 1945 oder 1946 eingemeindeten Katzdorf und Teile von Kleinwinklarn hinzu. Eixendorf, Lengfeld und Meißenberg sowie ein Teil der aufgelösten Gemeinden Kemnath bei Fuhrn (Hauptteil) und Unterauerbach folgten am 1. Januar 1974. Am 1. Mai 1978 kamen noch Penting und Teile der aufgelösten Gemeinde Alletsried hinzu.

### Einwohnerentwicklung
Neunburg hatte 1988 7301 Einwohner und 2018 8338 Einwohner (plus 14,2 %).
Einwohnerentwicklung von Neunburg vorm Wald von 1840 bis 2018:

## Politik

### Stadtrat
Der Stadtrat Neunburg vorm Wald besteht aus 20 Mitgliedern und dem Bürgermeister. Nach der Kommunalwahl am 15. März 2020 mit einer Wahlbeteiligung von 59,2 % verteilen sich die Mitglieder des Stadtrats auf die einzelnen Parteien und Listen wie folgt:
| SPD     | FW      | CSU      |
| ------- | ------- | -------- |
| 3 Sitze | 6 Sitze | 11 Sitze |

### Bürgermeister
Erster Bürgermeister ist seit 2011 Martin Birner (CSU). Er erhielt bei der Kommunalwahl 2020 73,5 % der abgegebenen Stimmen.
Bürgermeister
- 1972–1993 Josef Manlik (CSU)
- 1993–2011 Wolfgang Bayerl (FW)
- 2011–0000 Martin Birner (CSU)

### Partnerschaften
1997 wurde die Vereinigung der Städte mit hussitischer Geschichte und Tradition gegründet.
Achtzehn (Stand 2023) Städte in Tschechien und Deutschland sind Mitglied dieser Vereinigung.

## Wappen
| Wappen von Neunburg vorm Wald | Blasonierung: „In Blau aus zinnenbekrönter silberner Ringmauer mit offenem Tor und Fallgatter aufsteigend ein silberner Turm, beiderseits des Obergeschosses je ein Erkertürmchen, alle mit roten Spitzdächern.“ |
| Wappen von Neunburg vorm Wald | |

## Kultur und Sehenswürdigkeiten
Der 2012 eröffnete Neubau der Schwarzachtalhalle bildet den Mittelpunkt für kulturelle Veranstaltungen in der Region. Die Stadt und ihr Umland sind ein Beispiel für sanften Tourismus in Ostbayern.

### Museen
- Schwarzachtaler Heimatmuseum[25]
- Heimatmuseum Oberpfälzer Wald[26]

### Kunst und Musik
- Städtische Musikschule im Schloss
- Schlosssaal: Der ehemals als Gerichtssaal im Stile des Historismus umgebaute Raum dient als Konzertsaal. Zudem finden dort auch Vernissagen, Vorträge und Feiern statt.
- Kunstverein Unverdorben e. V.
- Lokale Bands haben sich zum Black River Culture Club e. V. zusammengeschlossen, um das kulturelle Leben in Stadt und Umland zu fördern.
- Stadtkapelle Neunburg vorm Wald

### Bauwerke

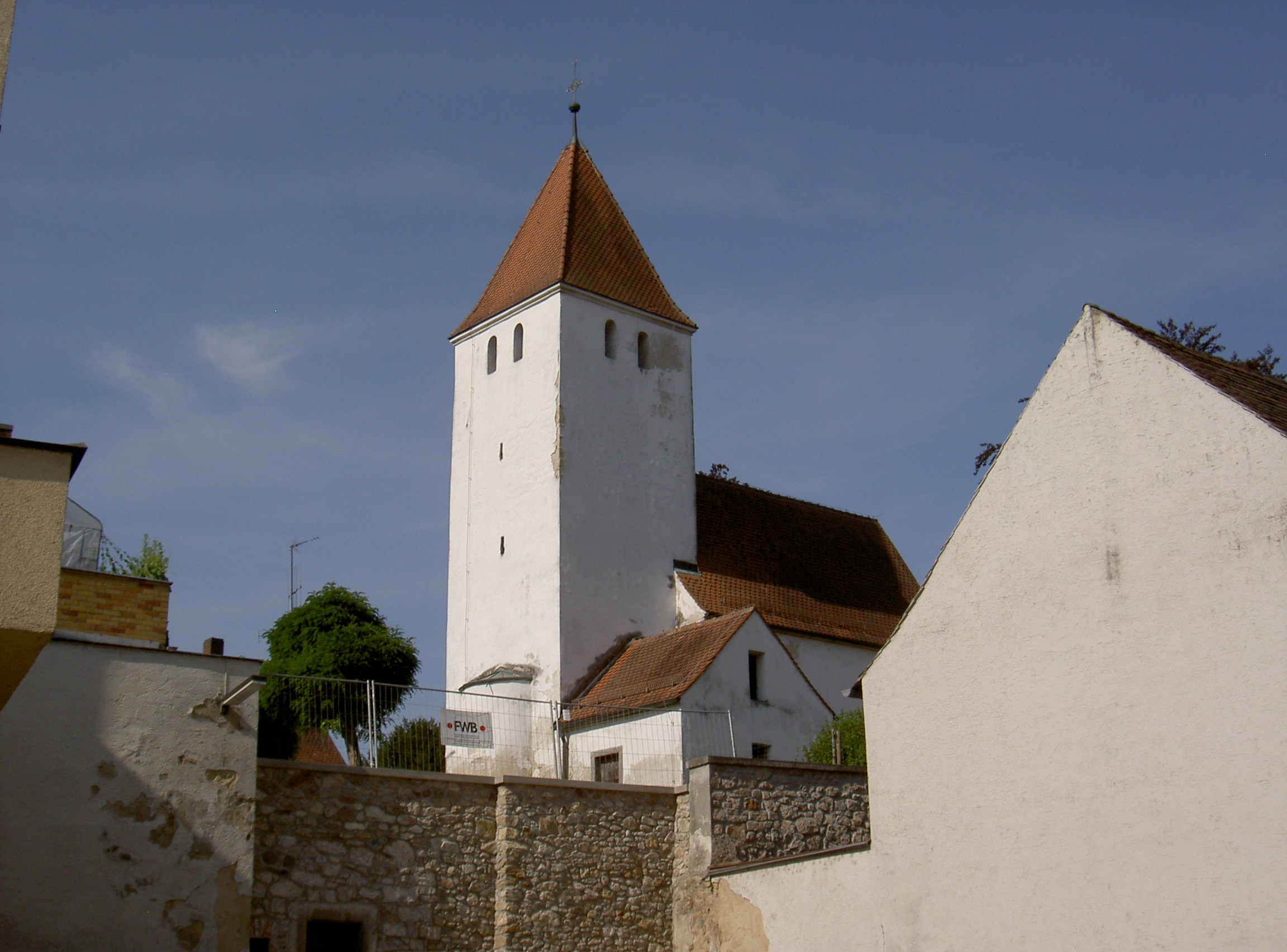
St. Jakob

Es sind folgende bemerkenswerte Bauten zu finden:
- Am Bügerl: Historische Gebäude und enge Gassen bilden den Charakter des Bügerls, eines Stadtteils der Altstadt. Viele dieser Gebäude und Reste der Stadtmauer sind denkmalgeschützt.
- Bahnhofsstraße: In der Bahnhofstraße sind Gebäude aus der Zeit um die Jahrhundertwende wie auch des Neubarocks zu finden. Solitäre Gebäude mit Walmdach prägen das Bild dieser Straße.
- Ensemble Altstadt Neunburg vorm Wald:  Die Kirche St. Josef, die Burg, das Schloss und Befestigungsanlagen mit Türmen, Mauern und Zwinger stehen auf einem Granitsporn zwischen Rötzerbach und Schwarzach und bilden zusammen mit den Stadthäusern entlang des Stadtberges und der Hauptstraße die historische Altstadt Neunburgs.
- Ensemble Vorstadt / Am Aign: Das Zentrum des ältesten Teiles der Altstadt bildet die romanische Jakobskirche, eine frühere Wehrkirche, um die ein heute aufgelassener Friedhof angelegt war. Gast- und Wohnhäuser entwickelten sich um diesen Kern.
- Evangelisch-lutherische Versöhnungskirche mit Glockenturm
- Kloster Neunburg vorm Wald mit Theresia-Gerhardinger-Haus: In diesem ehemaligen Franziskanerkloster begann Karolina Gerhardinger 1833 mit zwei ihrer Wegbegleiterinnen ein klösterliches Leben mit dem Schwerpunkt Erziehung und Bildung. Das Kloster wurde zum Gründungshaus des Ordens der Armen Schulschwestern von Unserer Lieben Frau
- Neues Schloss (Neunburg vorm Wald)
- Rathaus mit Schrannenplatz:                                                                                                                                                                     Das spätgotische Rathaus aus dem Jahr 1411 am zentralen Platz der Altstadt mit Marienbrunnen aus dem Jahre 1888. Bemerkenswert sind die beiden in entgegengesetzter Richtung übereinander liegenden Tordurchfahrten unter dem Rathaus.
- Schloss Neunburg vorm Wald
- Schwarzachtalhalle: Die Schwarzachtalhalle dient als Stadt- und Veranstaltungshalle, daran angeschlossen ist eine Parkanlage mit Spielplatz.
- Stadtpfarrkirche St. Josef
- Hirschbergturm bei Fuhrn.

### Baudenkmäler
In der Stadt finden sich zahlreiche unter Denkmalschutz stehende historische Bauten aus den unterschiedlichsten Epochen.

### Kulturelle Veranstaltungen
- Freilichtfestspiel Vom Hussenkrieg
- Altstadtfest in der gesamten Altstadt mit Musik und Kunst, Mitte August
- Schwarzachtalmesse
- Neunburger Wiesn
- Mittelaltermarkt Neunburg vorm Wald[27]

### Spitzengastronomie
Im Ortsteil Hofenstetten befindet sich das 2020 mit zwei Michelin-Sternen prämierte Restaurant „Obendorfers Eisvogel“.

### Parks und Grünanlagen

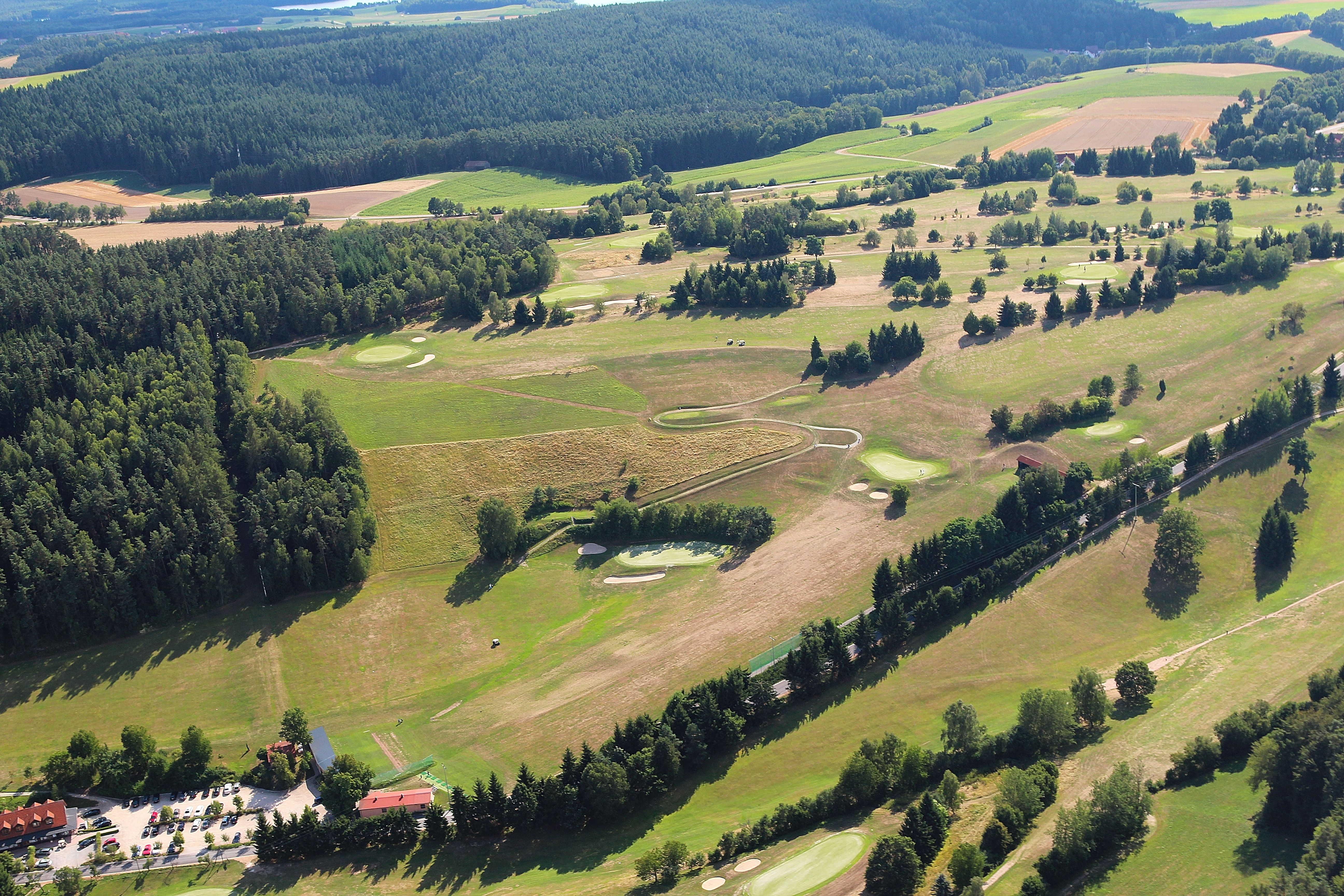
Golfclub Oberpfälzer Wald

- In Fuhrn wurde im Februar 2025 der neue Hirschbergturm fertig. Die Baukosten betrugen 765.000 Euro.[29]
- Stadtpark: Neben einer Minigolfanlage, einer Skateranlage und Ruder- und Tretbooten findet man dort einen Rutengängerlehrpfad
- Park am Torweiher
- Dietrich-Bonhoeffer Park
- Rosengarten
- Golf- und Landclub Oberpfälzer Wald in Ödengrub
- Eixendorfer Stausee

### Schutzgebiete
- Naturschutzgebiet Pfahl
- Naturschutzgebiet Prackendorfer- und Kulzer Moos

## Wirtschaft und Infrastruktur

### Wirtschaft
Die Stadt ist ein maßgebender Wirtschaftsstandort in der Region und bietet Arbeit für rund 3300 Beschäftigte, von denen 1900 Pendler sind. In der ehemaligen Pfalzgraf-Johann-Kaserne auf dem Plattenberg wurde ein Gewerbepark eingerichtet.
Die Gewerbesteuer hat einen Hebesatz von 320 %. Die Grundsteuer unterteilt sich in Hebesatz A (Landwirtschaft) mit 310 % und in Hebesatz B (Grundstücke) mit 330 %. Die Steuernummer der Stadt Neunburg vorm Wald lautet 211/114/50347.
Zu den bedeutendsten Unternehmen zählen neben der Elektrotechnik-Gruppe Fleischmann Elektrotech Engineering (F.EE), die ihren Hauptsitz in Neunburg hat und mit über 1000 Beschäftigten der größte Arbeitgeber der Stadt ist, The Lorenz Bahlsen Snack-World die in Neunburg u. a. Kartoffelchips und Snacks produziert und die Süßwaren Trolli GmbH. Im Gewerbepark auf dem Gelände der ehemaligen Bundeswehrkaserne betreibt die Autovermietung Buchbinder Rent-a-Car ein Logistikzentrum.

### Öffentliche Einrichtungen
Zu den öffentlichen Einrichtungen zählen die Dienststelle des Amtes für Ernährung, Landwirtschaft und Forsten Schwandorf, die Außenstelle des Amtes für Digitalisierung, Breitband und Vermessung Nabburg, die Schwarzachtalhalle, die Stadt- und Pfarrbücherei, das Hallenbad und das Erlebnisfreibad.

### Bildung
Die Stadt hat eine Grundschule sowie mit der Mittelschule Neunburg und der Gregor-von-Scherr-Realschule zwei weiterführende Schulen. Ebenso befindet sich die Berufsschule Neunburg für land- und forstwirtschaftlich-technische Berufe mit Internat in der Stadt. Zum weiteren Bildungsangebot für die Region gehört die Zweigstelle der Volkshochschulen Schwandorf-Land sowie die städtische Musikschule im Alten Schloss.
Bildungseinrichtungen:
- Grundschule Neunburg
- Mittelschule Neunburg
- Gregor-von-Scherr-Realschule Neunburg
- Staatliches Berufsbildungszentrum Oskar von Miller, (Land- und Forstwirtschaft)
- Volkshochschule Neunburg
- Musikschule Neunburg
- Kloster der armen Schulschwestern

Die nächstgelegenen Gymnasien sind das Ortenburg-Gymnasium in Oberviechtach und das Regental-Gymnasium in Nittenau.

### Ehemaliger Bundeswehrstandort
1963 wurde Neunburg vorm Wald mit dem Einzug der Bundeswehr in die Pfalzgraf-Johann-Kaserne zur Garnisonsstadt. Das Panzerbataillon 114, das Panzerartilleriebataillon 115, andere Truppenteile der Panzergrenadierbrigade 11 (bzw. Jägerbrigade 11) und eine Standortverwaltung waren hier stationiert. Die Kaserne wurde 2007 geschlossen. Das Gelände wurde von der Firma Buchbinder Rent-a-Car gekauft und diente ab 2015 bis 2024 unter anderem als Auktionsgelände für Fahrzeuge.

### Verkehr

#### Individualverkehr
Durch das Stadtgebiet verlaufen mehrere Staatsstraßen. So verbindet die Staatsstraße 2151 Neunburg mit Schwarzenfeld, wo sich die nächstgelegene Anschlussstelle der A 93 befindet. Die Staatsstraße 2398 verläuft in nördlicher Richtung über Dieterskirchen nach Oberviechtach zur B 22 nach Weiden i.d.Opf. und in südlicher Richtung nach Bodenwöhr zur B 85. Von dort ist über die Kreisstraße SAD 1 die Anschlussstelle Teublitz der A 93 Richtung Regensburg zu erreichen.
Die Staatsstraße 2040 verbindet über Neunburg vorm Wald den westlichen Landkreis Cham mit Nabburg.

#### ÖPNV
An Schultagen verkehren mehrere Linienbusse von Neunburg nach Oberviechtach und nach Cham. Weitere Buslinien führen nach Nittenau und Schwandorf.
Die Linie 43 des RVV verkehrt zweimal täglich von Neunburg vorm Wald zum Regensburger Hauptbahnhof.

#### Eisenbahn
Ab 1896 verband die Eisenbahn Bodenwöhr Nord über Penting mit Neunburg vorm Wald. Im Jahr 1915 wurde die Bahnstrecke bis nach Rötz verlängert.
In Neunburg bestand neben dem Bahnhof mit Güterhallen und Lagerhäusern noch ein weiterer Haltepunkt. Dieser sogenannte Ostbahnhof befand sich am Torweiher an der heutigen Schwarzachtalhalle. Das ehemalige Bahnhofsgebäude wird heute als öffentliches WC genutzt. Daneben erinnert ein Bronzedenkmal an die Eisenbahn in Neunburg. Am 13. Dezember 1969 wurde jedoch der Personenverkehr auf der Bahnstrecke eingestellt. In den Folgejahren fuhren nur noch vereinzelte Güterzüge und die Trasse wurde, nachdem 1994 der Betrieb eingestellt wurde, 1998 zu einem Radweg ausgebaut.
Bahnhöfe in der Nähe sind Bodenwöhr Nord, Schwandorf, Roding und Regensburg Hbf.

#### Fernradwege
Die Stadt liegt an der stillgelegten Bahnstrecke Bodenwöhr–Rötz, auf deren Trasse der Regen-Schwarzach Radweg (Nittenau-Neunburg) und der Schwarzachtalradweg (Nabburg-Rybník nad Radbuzou) verlaufen. Außerdem beginnt hier der Aschatalradweg nach Schönsee.

## Trivia
Von 1986 bis Ende 1999 wurde in einem staatlich geförderten Pilotprojekt unter Beteiligung des Bayernwerks (heute E.ON), BMW, Linde und Siemens auf dem Gelände der heutigen Stadtwerke die regenerative Erzeugung von Wasserstoff mittels Elektrolyse und dessen Verwendung u. a. als Treibstoff untersucht.  Die Solar-Wasserstoff-Anlage Neunburg vorm Wald erlangte in Fachkreisen überregionale Aufmerksamkeit. Dennoch wurde das Projekt 1999 aufgegeben und das neben der Anlage errichtete Infozentrum geschlossen. Die Gebäude wurden erweitert und zum Standort der Stadtwerke Neunburg vorm Wald ausgebaut. Die große Photovoltaikanlage ist bis heute in Betrieb und liefert Ökostrom für die Stadtwerke.
Im Jahr 2015 wurde der Film „Starfighter – Sie wollten den Himmel erobern“ am Eixendorfer See gedreht.
2017 gab das Bundesfinanzministerium anlässlich des Stadtjubiläums ein Sonderpostwertzeichen „1000 Jahre Stadt Neunburg vorm Wald“ heraus. Es hatte einen Wert von 45 Cent.

### Ehrenbürger

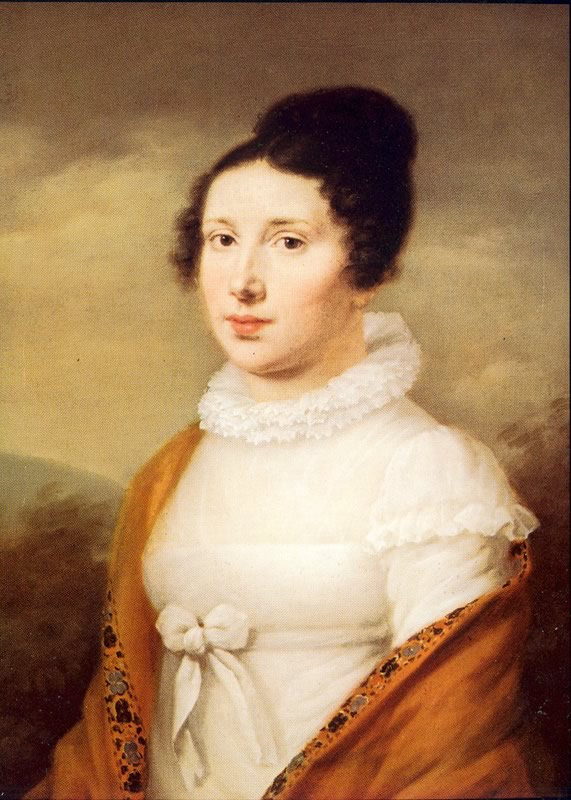
Elisabeth Röckel, Beethovens Elise?

## Persönlichkeiten

### Töchter und Söhne der Stadt
- Johann (Pfalz-Neumarkt) (1383–1443), Pfalzgraf und Herzog in Bayern
- Johann Schlaginhaufen (1498–1560), Reformator
- Johann Agricola (1590–1668), Arzt und Alchemist
- Georg Greflinger (1620–1677), Barockdichter
- Carl Siegmund Graf und Herr von Aufseß (1684–1745), Graf und Landrichter in Neunburg
- Sebastian Dachauer (1778–1863), Theologe und oberbayerischer Heimatforscher
- Joseph August Röckel (1783–1870), Opernsänger, Freund von Beethoven
- Elisabeth Röckel (1793–1883), Opernsängerin, Gattin von Johann Nepomuk Hummel
- Gregor von Scherr (1804–1877), Erzbischof von München und Freising, Namensgeber für die örtliche Realschule
- August Prechtl (1861–1911), Bürgermeister von Weiden
- Hermann Stadler (1861–1921), Altphilologe und Wissenschaftshistoriker
- Felix Meindl (1882–1956), Kommunalpolitiker und Justizoberinspektor
- Friedrich Maier (* 1935), Altphilologe, Professor für die Didaktik der alten Sprachen an der Humboldt-Universität
- Ernst Probst (* 1946), Wissenschaftsjournalist, Verleger und Autor
- Marianne Deml (* 1948), ehemalige MdL, Staatssekretärin, Trägerin des Bayerischen Verdienstordens
- Angela Diederichsen (* 1950), ehemalige Richterin am Bundesgerichtshof
- Günther Troppmann (* 1951), ehemaliger Vorstandsvorsitzender der Deutschen Kreditbank
- Martin Scharf (* 1963), MdL (Freie Wähler, seit 2023) und Anwalt
- Armin Fleischmann (* 1965), Luftwaffengeneral
- Michael Schäffer (* 1968), Curler, Vizewelt- und Europameister

### In Neunburg vorm Wald wirkende Persönlichkeiten
- Paul Zeidler (1548–1627), Humanist und Rektor der Neunburger Lateinschule
- Johann von Mandl (1588–1666), Staatsmann, Pfleger von Neunburg
- Karolina Gerhardinger (1797–1879), selige Ordensfrau und Gründerin der Kongregation der Armen Schulschwestern von Unserer Lieben Frau
- Stefan Oster (* 1965), Bischof von Passau, verbrachte seine Grundschulzeit in Neunburg vorm Wald[38]